# Betamantis marginella
Betamantis marginella es una especie de mantis de la familia Mantidae.

## Distribución geográfica
Se encuentra en Kenia.